# Савин Сполетский
Савин (казнён около 300 года) — епископ Сполето, священномученик. День памяти — 7 декабря.

## Биография
Согласно преданию, губернатор Этрурии и Пьемонта Венустиан (Venustian) схватил Сабина и его диаконов в Ассизи. Приказ Диоклетиана требовал, чтобы все христиане приносили жертвы языческим богам или были преданы смерти, а их владения конфискованы в пользу государства. Венустиан насмехался над верой Сабина, обвиняя его в том, что он привел народ к поклонению мертвецу. Когда Сабин сказал, что Христос воскрес на третий день, Венустиан предложил ему сделать то же самое. Он приказал отрубить Сабину руки. Диаконы были в большом страхе, но Сабин поощрял их держаться в вере, и они умерли, будучи разорваны железными крюками. В тюрьме после мученической смерти его дьяконов за святым Сабином ухаживала женщина по имени Серена. Находясь в тюрьме, он исцелил человека, родившегося слепым. Венустиан услышал об исцелении и стал просить у Сабина лекарство для своих глаз. Сабин исцелил правителя и обратил его в христианство. Венустиан тогда приютил Сабина. Максимиан, услышав об этом, приказал трибуну Луцию заняться этим вопросом. Луций приказал обезглавить Венустиана, его жену и двух сыновей в Ассизи, а Сабина забить до смерти в Сполето.